# Киргизька радянська енциклопедія
Киргизька радянська енциклопедія (кирг. Кыргыз совет энциклопедиясы) — універсальна енциклопедія киргизькою мовою, що вийшла у 1976–1980 років в СРСР. Записана на кирилиці. Енциклопедія мала 6 томів. Головним редактором 1-го тома був доктор філософських наук Асанбек Табалдієв, 2-6 томів — професор Бюбійна Омурзаковна Орузбаєва. КРЕ стала основою для однотомника «Киргизька РСР» 1982 року. На інформацію з енциклопедії помітний вплив зробила тоталітарна радянсько-комуністична ідеологія.

## Видані томи
| Том | Рік  |                  |
| --- | ---- | ---------------- |
| 1   | 1976 | А-Бюст           |
| 2   | 1977 | В-Иридий         |
| 3   | 1978 | Ирик-Лактар      |
| 4   | 1979 | Лактация-Пиррол  |
| 5   | 1980 | Пирс-Тооккана    |
| 6   | 1980 | Тоо климаты-Яшма |